# Reptadeonella plagiopora
Reptadeonella plagiopora är en mossdjursart som först beskrevs av Busk 1859.  Reptadeonella plagiopora ingår i släktet Reptadeonella och familjen Adeonidae. Inga underarter finns listade i Catalogue of Life.